# San Martín del Valledor
San Martín del Valledor, o Samartín en asturià, és una parròquia i un poble del conceyu asturià d'Allande. Té una superfície de 54,4 km² i una població de 83 habitants (INE Arxivat 2016-03-03 a Wayback Machine., 2011) repartides en els 14 nuclis que la formen.
El seu codi postal és el 33887.

## Nuclis de població
Segons el nomenclàtor de 2011, la parròquia està formada per:
- Aguanes (mas) - 6 habitants
- Busvidal (mas) - 17 habitants
- Coba (Allande) (casería) - 1 habitants
- Cornollo (poble) - 6 habitants
- El Engertal (llogaret) - 4 habitants
- La Furada (mas) - 4 habitants
- Paradas (mas) - 3 habitants
- El Provo (mas) - deshabitada
- Robledo (aldea) - 1 habitant
- Rubieiro (mas) - deshabitada
- Salcedo (mas) - 5 habitants
- San Martín del Valledor (poble) - deshabitada. Es troba a 480 msnm en el vessant oriental del cordal de Berducedo, a 31 km de Pola de Allande.
- Tremado (poble) - 19 habitants
- Villasonte (llogaret) - 17 habitants